# Estonská Wikipedie
Estonská Wikipedie je jazyková verze Wikipedie v estonštině. Byla založena 18. prosince 2003. V lednu 2022 obsahovala přes 224 000 článků a pracovalo pro ni 33 správců. Registrováno bylo přes 159 000 uživatelů, z nichž bylo asi 600 aktivních. V počtu článků byla 45. největší Wikipedie.
Jedním z prvních přispěvatelů a správců, klíčovou postavou a uznávanou autoritou, je Andres Luure, jemuž za tuto činnost bylo roku 2008 estonským Centrem pro rozvoj dobrovolnictví uděleno ocenění Dobrovolník roku.